# Inchon
Inchon (também chamado de Inchon!) é um filme de 1982 sobre a Batalha de Inchon, considerada um ponto crucial na Guerra da Coreia. O filme é dirigido por Terence Young e financiado pelo fundador da Igreja da Unificação, Sun Myung Moon. É estrelado por Laurence Olivier como o General Douglas MacArthur, que liderou o ataque surpresa dos Estados Unidos à Incheon, Coreia do Sul, em maio de 1950. Também no elenco estão Jacqueline Bisset, Ben Gazzara, Toshiro Mifune e Richard Roundtree. O filme foi filmado na Califórnia, Itália, Irlanda, Japão e Coreia do Sul.
O enredo de Inchon inclui tanto ação militar quanto dramas humanos. Os personagens enfrentam perigos e se envolvem em várias situações pessoais e dramáticas. O filme se encerra com a vitória das forças norte-americanas sobre as norte-coreanas na Batalha de Inchon, que considera-se ter sido a salvação da Coreia do Sul. O filme teve um orçamento de US$ 46 milhões e enfrentou vários problemas durante sua produção, incluindo um tufão e a morte de um membro do elenco. Tanto a Igreja da Unificação quando o exército dos EUA enviaram pessoas para atuarem como figurantes durante as filmagens.
Inchon foi lançado nos EUA e Canadá em setembro de 1982, sendo retirado de cartaz pouco depois por sua péssima bilheteria. Ele nunca foi lançado em vídeo ou DVD, apesar de já ter sido exibido na televisão algumas vezes.  Foi a maior perda financeira do cinema no ano de 1982, arrecadando pouco mais de US$ 5 milhões.  As críticas na época foram ruins e críticas posteriores classificaram Inchon como um dos piores filmes da história, includindo muitos prêmios no Framboesa de Ouro.

## Sinopse
O filme retrata a Batalha de Inchon durante a Guerra da Coreia, que aconteceu entre 15 e 19 de setembro de 1950 e é considerada o ponto de virada da guerra. O protagonista do filme é o general Douglas MacArthur, que liderou os Estados Unidos com o desembarque anfíbio surpresa em Incheon, em 1950. Uma subtrama do filme envolve um casal americano que encontra dificuldades em seu relacionamento por causa da guerra em curso.
Inchon começa com os soldados norte-coreanos passando pelo paralelo 38 na Coréia do Sul em junho de 1950. As pessoas fogem para a capital do país, Seul. Uma das pessoas deslocadas é Barbara Hallsworth, esposa do major do Exército dos Estados Unidos que mora em uma aldeia no paralelo 38. Ela é conduzida para Seul em uma limusine, pegando cinco crianças sul-coreanas pelo caminho. Depois que seu motorista é morto, ela os leva para um local seguro chamado Pousada da Sexta Felicidade. Ao longo do caminho, ela atira em um soldado norte-coreano.
Enquanto isso, seu marido, Frank Hallsworth, está tentando romper um caso com uma jovem sul-coreana, Lim. Seu pai está ciente do caso de sua filha com Frank e não desaprova. Frank recebe a notícia da invasão dos norte-coreanos e viaja para o norte na tentativa de localizar Bárbara com a ajuda do sargento do exército August Henderson. August encontra Barbara e conserta a bateria do seu veículo, e depois a reúne com Frank.
Os jornalistas David Feld Park e Longfellow estão participando de uma coletiva de imprensa realizada por MacArthur em Tóquio. MacArthur, no entanto, não aparece. Ele concorda com sua esposa Jean, que ele é a única pessoa que pode salvar a Coréia do Sul da invasão dos norte-coreanos.
Hallsworth e seu ex-amante conseguem ligar um farol para sinalizar 261 navios estadunidenses, e o pai da mulher sul-coreana ativa minas terrestres no canal. Ela morre durante a batalha que se seguiu. As tropas estadunidenses expulsam as forças norte-coreanas e muitos agitam bandeiras sul-coreanas e americanas. O filme termina com MacArthur orando o Pai Nosso; depois dessa cena, um cinejornal de MacArthur é mostrado.

## Elenco
- Laurence Olivier como o General Douglas MacArthur
- Jacqueline Bisset como Barbara Hallsworth
- Ben Gazzara como o Major Frank Hallsworth
- Toshiro Mifune como Saito
- Richard Roundtree como o Sgto. Augustus Henderson
- David Janssen como David Feld
- Namkoong Won como Park
- Karen Kahn como Lim

## Produção

### Financiamento
Inchon foi financiado pelo fundador da Igreja da Unificação, Sun Myung Moon e o editor de jornal japonês Mitsuharu Ishii. Moon esteve envolvido com a produção do filme desde o começo. Ishii, membro da Igreja da Unificação no Japão e amigo de Moon, atuou como produtor do filme; e Moon, embora creditado como "Conselheiro Especial em Assuntos Coreanos", contribuiu com US$ 30 milhões para a produtora One Way Productions, de Ishii. Moon inicialmente não queria que o público soubesse que ele estava por trás do financiamento do filme e de sua produção. Ishii disse que teria sido instruído por Deus a fazer o filme. O financiamento adicional foi fornecido por Robert Standard, o produtor associado e um membro da Igreja da Unificação dos Estados Unidos.
Ishii disse que ele era um membro do movimento da Igreja da Unificação "assim como um católico é um membro da Igreja Católica e eu acredito que o Reverendo Moon é muito sincero sobre fazer o trabalho do Senhor".[carece de fontes?] Ishii foi presidente do World Daily News, um jornal que é publicado pelo conglomerado de mídia News World Communications, que também publicou outros jornais, incluindo o The Washington Times, nos Estados Unidos.
Antes de decidir fazer um filme épico de guerra, Moon e Ishii consideraram fazer dramas biográficos sobre Jesus ou Elvis Presley. Em 1978, a médium Jeanne Dixon foi consultada para se comunicar com o espírito do General MacArthur, e Dixon disse que o espírito de MacArthur endossou a produção do filme. Dixon também ajudou a escolher Terence Young, conhecido pelos filmes de James Bond, Dr. No, Thunderball, e From Russia with Love, para dirigir o filme.
Inchon custou US$ 46 milhões para ser produzido. Tentativas de solicitar financiamento de bancos japoneses fracassaram e, assim, todo o projeto foi financiado por Moon e pela Igreja da Unificação.
Em seu livro Encyclopedic Handbook of Cults in America, autor e estudioso de religiões J. Gordon Melton cita Inchon como um exemplo ao notar como "Moon tentou projetar suas idéias em todas as áreas da sociedade americana". Moon disse mais tarde em uma palestra para os membros da sua igreja: "Por que nós colocamos tanto esforço no filme Inchon? Não importa qual o resultado da motivação para as pessoas entenderem sobre MacArthur. Eu queria mostrar como MacArthur amava a Deus e amava as pessoas. MacArthur chegou ao Japão depois da Segunda Guerra Mundial e reuniu a nação. Ele realmente respeitava e amava o povo. Ele também amava muito a Deus e lutava com grande força contra a tirania e o comunismo. É isso que eu quero que as pessoas entendam."

### Roteiro
Ishii foi inspirado a escrever um filme com um elenco internacional depois de assistir a uma dramatização sul-coreana da guerra. Ele queria que o filme fosse um "filme de ação de entretenimento", mas também disse que estava "muito interessado em retratar MacArthur como um ser humano e quero que o mundo saiba como a guerra foi miserável para o povo coreano".
Robin Moore comentou sobre o processo de escrita: "O tema que eu tive que lidar em Inchon era grande demais para um filme que era menos de duas horas. Quando a Toho estava originalmente envolvida, eles queriam uma história de amor entre um garoto americano e uma garota coreana. Minha técnica é pesquisar e depois ficcionalizar, uma técnica que usei com sucesso no livro The French Connection, mas tive que ficcionalizar o pouso real em Inchon, fazendo parecer que um farol era um fator essencial quando na verdade não era. Eu não poderia fazer isso, e é por isso que outros escritores foram trazidos."
Ishii orientou Moore a incluir uma ênfase no espiritualismo do General MacArthur e em sua fé em Deus. Ele disse a Moore para incluir três histórias de amor separadas no filme, "uma entre dois americanos, um entre dois coreanos e um entre um americano e uma coreana". Moore explicou que "as histórias de amor deveriam contar a história da tragédia da Guerra da Coreia". Ishii afirmou a Moore que não desejava que o filme se transformasse em um "folheto de propaganda anticomunista". Antes da conclusão do roteiro do filme, os produtores do filme tiveram dificuldades em conseguir um estúdio de cinema. Ishii disse que a Coreia do Norte pressionou a Toho por meio de sindicatos no Japão, solicitando que o estúdio abandonasse seu envolvimento com o filme. Os sindicatos criticaram a produção do filme, dizendo que ele foi influenciado por Moon e sua Igreja de Unificação e seria parte de um esforço para apoiar o presidente da Coreia do Sul. Por causa dessa crítica, a Toho cancelou sua participação no projeto.

### Escolha do elenco
Laurence Olivier recebeu US$ 1 milhão para interpretar o general Douglas MacArthur no filme. Ele foi contratado para seis semanas de filmagens e recebeu um pagamento de US$ 250.000 ao assinar o contrato e o restante foi dado em quatro parcelas subsequentes. Seu salário foi de US$ 50.000 por dia. Além desse salário, Olivier também recebeu US$ 2.500 por semana para suas despesas. Olivier foi entrevistado durante a produção do filme e explicou que ele apenas concordou em fazer parte do elenco apenas para ganhar dinheiro para o legado de sua família e filhos: "As pessoas me perguntam por que eu estou atuando nesse filme. A resposta é simples. Dinheiro, meu querido. Eu sou como um vinho vintage. Você tem que me beber rapidamente antes de eu ficar azedo. Eu estou quase acabado agora e posso sentir o fim chegando. É por isso que estou recebendo dinheiro agora. Não tenho nada para deixar para minha família, a não ser o dinheiro que posso ganhar fazendo filmes. Nada está abaixo de mim se me pagarem bem. Eu ganhei o direito de pegar o que puder no tempo que me resta."
Olivier pesquisou o papel viajando para Norfolk, na Virgínia, para visitar o Museu MacArthur e falando com Alexander Haig, que havia sido o ajudante de campo de MacArthur. Haig disse a Olivier que a voz de MacArthur soava como W. C. Fields, e Olivier tentou imitar. Ele gostava de trabalhar com sotaque e obteve gravações da voz de MacArthur. Ele estava interessado em várias inconsistências nessas gravações, e especialmente na diferença de sons de vogais feita por MacArthur. Durante as filmagens, o processo de maquiagem de Olivier demorou duas horas e meia, mas depois de concluído, ele achou que não se parecia nem com o general MacArthur.
Olivier, com 72 anos, que estava com problemas de saúde há muito tempo (ele morreria em 1989), sofreu durante as filmagens em Seul por causa do calor do verão. O diretor Terence Young lembrou que entre cada tomada, Olivier ficava deitado em uma maca, praticamente imóvel com dor e exaustão, mas que quando necessário "ele perdia cinquenta anos e ia em frente sem reclamar".
Richard Roundtree, conhecido pelo papel título no filme Shaft, retratou o Sargento Henderson no filme. David Janssen, conhecido por seu papel na série de TV The Fugitive, aceitou um papel como jornalista para trabalhar com Laurence Olivier. A atriz Karen Kahn interpretou a jovem amante coreana do major Frank Hallsworth no filme. Em uma entrevista subsequente com o jornal The Press Democrat, Kahn disse sobre o filme: "Era para ser um E o Vento Levou e se tornou o pior filme. Está em alguns livros como o pior filme de todos os tempos. Depois daquele filme eu desisti, eu simplesmente não consegui chegar a Los Angeles, eu era muito magra. Então eu acabei saindo."

### Filmagens
As filmagens ocorreram em Hollywood (Estados Unidos), Roma (Itália), Irlanda, Tóquio (Japão) e Seul (Coréia do Sul). O envolvimento de Moon com o filme foi "negado inflexivelmente". No entanto, Moon recomendou editar e refazer alterações no roteiro do filme, o que "fez com que a produção retornasse para a Coreia do Sul três vezes, Roma duas vezes e Los Angeles duas vezes".
O filme incluiu vários erros técnicos severos. Peças de papelão recortadas foram usadas para retratar aviões militares durante as cenas de batalha no filme, e um crítico de cinema disse que os espectadores quase conseguiram identificar os fios presos aos recortes de papelão. A filmagem de um relógio digital foi inserida no filme, embora essa tecnologia não tivesse sido inventada durante 25 anos após o período de tempo em que o filme era ambientado. Também houve vários contratempos durante a produção do filme. Os desembarques na praia de Incheon tiveram que ser refilmados novamente, gastando US$ 2 milhões, depois que um diretor assistente guiou os navios na direção errada. Jacqueline Bisset teve laringite durante a produção do filme. Um set de filmagem para o filme, que incluía uma versão recriada de um farol, foi destruído por um tufão. A morte de David Janssen durante a produção exigiu extensas refilmagens.
A produção contratou Samuel Jaskilka, um tenente-general aposentado do Corpo de Fuzileiros Navais que participou da Batalha de Inchon como comandante de companhia, como assessor técnico do filme. Uma parte do filme foi filmada a bordo do USS Cleveland, uma doca de transporte anfíbio classe Austin durante uma operação anfíbia na costa da Coréia do Sul em 1978. O Departamento de Defesa dos Estados Unidos permitiu a 1.500 soldados do Exército dos Estados Unidos e do Corpo de Fuzileiros Navais atuarem como figurantes no filme, a um custo de US$ 77.000, no entanto, quando descobriram que Moon estava financiando o filme, o apoio foi retirado.
O Balé Folclórico Little Angels Children of Korea, fundado por Moon em 1962, foi apresentado no filme, juntamente com muitos membros da Igreja da Unificação. Depois que as filmagens terminaram na Coréia do Sul, Olivier voltou para o Reino Unido. Ele foi necessário na Coréia do Sul para filmar uma cena final, mas devido ao seu estado de saúde, foi permitido que ele filmasse em Roma. O diretor do filme, Terence Young, não gostou da versão completa do filme e disse que "os produtores transformaram Inchon em um filme de propaganda coreano". Ishii disse: "Não há problema. Temos 20 países que querem esse filme".

## Lançamento
A estréia mundial do filme foi realizada em Washington, D.C., em 4 de maio de 1981, em uma exibição especial no Centro John F. Kennedy de Artes Cênicas, como um benefício para o pessoal aposentado da Marinha dos Estados Unidos presidido pelo senador Alfonse D'Amato. Esta foi a única vez que o filme foi exibido em sua versão completa de 140 minutos. Entre 25 e 100 manifestantes protestaram fora do centro.
Doze congressistas assinaram como membros honorários do comitê de benefícios. Embora outros quarenta e oito membros do Congresso tenham aceito ingressos para a estreia, segundo Lawrence H. Suid em Guts & Glory, não mais do que quinze ou dezesseis estavam dispostos a enfrentar os piquetes do Centro Kennedy protestando contra a Igreja da Unificação e seu envolvimento com o filme.
Em 13 de fevereiro de 1982, o presidente Ronald Reagan, ex-ator de cinema e presidente do Screen Actors Guild, exibiu o filme na Casa Branca. Ele observou em seu diário: "Inchon é um filme brutal, mas emocionante sobre a Guerra da Coréia e por uma vez nós somos os mocinhos e os comunistas são os vilões. O produtor era japonês ou coreano que provavelmente explica a frase anterior".
Inchon foi exibido no 35º Festival de Cannes em maio de 1982, e teve uma péssima recepção, não conseguindo atrair nenhum comprador, apesar de uma campanha publicitária de US$ 250.000, que incluiu a contratação de uma agência de publicidade, uma festa de lançamento e distribuição de jaquetas promocionais do filme.
A Igreja da Unificação tinha a intenção de distribuir o filme por conta própria, mas Terence Young disse a eles que isso resultaria em um "desastre total". A Igreja, no entanto, teve o orçamento total de promoção de US$ 11 milhões. Os releases de imprensa faziam muitas afirmações religiosas, como a de um piloto de bombardeiros B-29 que viu o rosto de Jesus Cristo durante a guerra, ou do espírito de MacArthur fazendo com que seu rosto aparecesse em uma fotografia da porta do seu escritório. O kit de imprensa também afirmava que Douglas MacArthur, falecido em 1964 (18 anos antes do lançamento do filme), havia apoiado a produção.
Em agosto de 1982, a Metro-Goldwyn-Mayer contratou os direitos de distribuição do filme. A One Way Productions chegou a um acordo com a MGM de que iria cuidar dos custos associados à publicidade e distribuição do filme, se a MGM concordasse em distribuir o filme por uma participação nos lucros de apenas 15%. Na época, a taxa normal para o distribuidor era de 30% dos lucros. O filme, editado de 140 minutos para 105 minutos e com todas as cenas com David Janssen cortadas da versão final, foi lançado nos Estados Unidos no fim de semana de 17 de setembro de 1982. Foi rapidamente retirado do cinema por causa de seu fraco desempenho nas bilheterias, e nunca foi exibido no Reino Unido.
Após seu lançamento, Inchon nunca mais foi exibido nos cinemas, e nunca foi lançado em VHS ou DVD. No entanto, foi transmitido nos Estados Unidos pelo canal de TV a cabo Goodlife Television Network (atual Youtoo America), na época pertencente à Igreja da Unificação. Cópias piratas do filme circularam de indivíduos que haviam copiado Inchon dessas transmissões na TV.

## Recepção
O total da bilheteria norte-americano do filme foi de US$ 1,9 milhão. Eventualmente, o filme arrecadou US$ 5,2 milhões nas bilheterias. Inchon teve um prejuízo de mais de US$ 44 milhões e foi o maior fracasso financeiro do ano no cinema. Em 1989, uma pesquisa divulgada pela empresa de pesquisa de entretenimento Baseline identificou Inchon como "o maior fiasco de bilheteria da década de 1980".
Inchon foi incluído em várias listas de filmes que tiveram péssimo desempenho de bilheteria. Michael Wilmington, do Chicago Tribune, colocou Inchon como o número seis em uma "lista dos 10 piores mega-fracassos de Hollywood". Wilmington observou que Inchon substituiu o filme Heaven's Gate, de 1980, como "o fracasso da década". O Washington Post descreveu Inchon como "um dos maiores desastres comerciais da história do cinema". Em 1995, o San Francisco Chronicle informou que o Guinness World Records considerou Inchon "o maior desperdício de dinheiro da história do cinema". Inchon foi um dos "10 filmes mais caros", ajustado pela inflação, de US$ 173 milhões em dólares de 1997. Em uma lista de 2006 do "Top 10 dos piores fracassos de bilheteria", Kat Giantis, do MSN Movies, colocou Inchon como empatado com Battlefield Earth para o número sete.

### Crítica
A maioria dos jornais fizeram críticas negativas ao filme; entre eles estavam The Boston Globe, The Philadelphia Inquirer, The Miami Herald e The Washington Post. No The New York Times, o crítico Vincent Canby comentou: "Inchon é um épico histórico histérico, um pouco menos ofensivo do que The Green Berets e muito mais engraçado... 'Inchon' parece o filme trash mais caro já produzido." Uma crítica na Variety comentou: "Olivier é convincente em seu papel durante a maior parte da saga, o único membro do elenco a atingir esse status. O roteiro geralmente trata todos os outros como palhaços unidimensionais, dando a eles linhas que são involuntariamente risíveis. A razão é que todas as digressões são simplesmente uma fachada para o foco do filme sobre os norte-coreanos brutalmente invasores e o contra-ataque em grande escala pelos mocinhos. Nenhum papel de falar é dado aos comunistas, por exemplo."
Moon fundou o The Washington Times em Washington, como parte de seu conglomerado de mídia News World Communications no mesmo ano em que Inchon foi lançado. De acordo com o seu concorrente, o The Washington Post, uma versão completa de duas páginas e meia de uma resenha de Inchon escrita pelo crítico Scott Sublett, que foi originalmente planejada para a edição de 16 de setembro de 1982 do The Washington Times, foi vetada pelo editor-chefe do jornal James R. Whelan. Whelan disse a Sublett que o The Washington Times tinha um conflito de interesses em relação à crítica de Inchon e não seria publicada. Em vez disso, o The Washington Times publicou uma sinopse crítica de um parágrafo do filme, também escrita por Sublett, que dizia na íntegra: "O diálogo pueril, a atuação superficial e a construção aleatória condenam desde o início esse visualmente impressionante pretenso épico sobre amor e mortos vermelhos na Olivier (em uma performance que é o ponto mais baixo de sua carreira), mexe e revira os olhos absurdamente como Douglas MacArthur. O roteiro, de Robin Moore, é puro."
Vários comentaristas descreveram Inchon como o pior filme já feito, incluindo o The Washington Post, Newsweek, o TV Guide e a Canadian Press. Inchon foi mais tarde apresentado em vários livros sobre os filmes considerados os piores da história do cinema, incluindo The Hollywood Hall of Shame, de Harry e Michael Medved, e The Worst Movies of All Time, de Michael Sauter. Em 2000, Kenneth Lloyd Billingsley, escrevendo na revista Reason, disse sobre um filme proposto sobre o stalinismo: "Um filme como este poderia facilmente ter sido um fracasso didático como o de 1982, Inchon, com Laurence Olivier como o general Douglas MacArthur." Uma crítica de 2009 por Phil Hall para o Film Threat foi menos negativa, e ele discordou da caracterização do filme como a pior já feita: "Eu fiquei genuinamente surpreso - isso não está entre os piores filmes de todos os tempos. Isso não quer dizer É um bom filme. É um filme aborrecido e esquecível, e eu nunca o recomendaria. No entanto, sua reputação de estar entre o fundo do barril cinematográfico é totalmente imerecida."
Uma crítica do Brassey's Guide to War Films, de Alun Evans, foi extremamente negativa, chamando o filme de "Indiscutivelmente o pior filme de guerra feito na última metade do século XX". Robert Niemi comentou em seu livro History in the Media: Film and Television, "atormentado com um roteiro terrível, problemas de produção horríveis e performances de má qualidade ao redor, o filme resultante, Inchon... foi mal além do que se acreditava." Niemi escreveu que o desempenho de Olivier "foi um ponto baixo em uma carreira cinematográfica que, de outra forma, seria distinta". Em sua biografia do ator, Olivier, o autor Terry Coleman chamou o filme "provavelmente o pior que ele já fez e um dos melhores pagos". O autor Lawrence H. Suid escreveu em Guts and Glory: The Making of the American Military Image in Film que "o que o filme mostrou não tinha credibilidade ou autenticidade... Como resultado, o filme encontrou um desdém crítico quase unânime". A autobiografia de Moon de 2009, As a Peace-Loving Global Citizen, não menciona Inchon, e que nem ele ou a Igreja da Unificação jamais produziram outro grande filme comercial.